# Purnululu nationalpark
Purnululu nationalpark ligger i Western Australia, Australien, 2054 km nordost om Perth. Närmsta tätort är Kununurra. En väg via Spring Creek Track, omkring 25 km söder om Kunurra går fram till nationalparkens besökscenter. Vägen är 53 km lång och är endast farbar under torrperioden (omkring 1 april till 31 december), därtill endast av 4-hjulsdrivna bilar. Den tar cirka 3 timmar att köra. Det är betydligt enklare att ta sig till nationalparken med flyg. Helikopterturer går från Turkey Creek Roadhouse i Warmun, 187 km söder om Kununurra och mindre flygplan från Kununurra.
Nationalparken skrevs 2003 in på Unescos världsarvslista
Purnululu är sandstensområdet i Bungle Bungle av Kija-folket. Namnet betyder sandsten eller är möjligen en omskrivning av ordet för gräsknippe. Klippformationerna ligger helt inom nationalparken och når som högst 578 m ö.h. Området är känd för sina sandstenskupoler, ovanligt och visuellt slående med deras ränder skiftande i orangea och gråa band. Banden i kupolerna beror på skillnaden i lerinnehållet och i hur porösa sandstenslagren är. De orangea banden består av järnoxid som samlats i lager som torkar ut för snabbt för att cyanobakterierna ska kunna få fäste. De gråa banden består av cyanobakterier på ytan av sandstenslagren där fukt samlats.

## Landskapet
Det tydliga bikupeformade tornet är gjort av sandsten och hopgyttrat material (berg i huvudsak bestående av kiselsten och morän som förenats med finare material). Dessa sedimentära formationer var lagrade i Ordsänkan 375 till 350 miljonerår sedan, när aktiva förkastningar förändrade landskapet. Miljontals år av regnfall har sedan format kupolerna.